# Eiconaxius indicus
Eiconaxius indicus är en kräftdjursart som först beskrevs av De Man 1907.  Eiconaxius indicus ingår i släktet Eiconaxius och familjen Axiidae. Inga underarter finns listade i Catalogue of Life.